# Сломники (гміна)
Гміна Сломники (пол. Gmina Słomniki) — місько-сільська гміна у південній Польщі. Належить до Краківського повіту Малопольського воєводства.
Станом на 31 грудня 2011 у гміні проживало 13808 осіб.

## Площа
Згідно з даними за 2007 рік площа гміни становила 111.38 км², у тому числі:
- орні землі: 83.00%
- ліси: 10.00%

Таким чином, площа гміни становить 9.06% площі повіту.

## Населення
Станом на 31 грудня 2011:
| Опис     | Загалом | Загалом | Чоловіки | Чоловіки | Жінки | Жінки |
| -------- | ------- | ------- | -------- | -------- | ----- | ----- |
| одиниця  | осіб    | %       | осіб     | %        | осіб  | %     |
| все      | 13808   | 100     | 6701     | 48.53    | 7107  | 51.47 |
| міське   | 4445    | 100     | 2119     | 47.67    | 2326  | 52.33 |
| сільське | 9363    | 100     | 4582     | 48.94    | 4781  | 51.06 |

## Сусідні гміни
Гміна Сломники межує з такими гмінами: Ґолча, Івановіце, Конюша, Коцмижув-Любожиця, Мехув, Радземіце.